# Rio Capucapu
Rio Capucapu är ett vattendrag i Brasilien.   Det ligger i delstaten Amazonas, i den norra delen av landet, 1 900 km nordväst om huvudstaden Brasília.
I omgivningarna runt Rio Capucapu växer i huvudsak städsegrön lövskog. Trakten runt Rio Capucapu är nära nog obefolkad, med mindre än två invånare per kvadratkilometer.